# ASIC
ASIC er et akronym for det engelske udtryk Application Specific Integrated Circuit – på dansk: et integreret kredsløb til et specifikt formål. En ASIC er populært sagt en "chip", som indeholder al "indmaden" til et bestemt elektronisk apparat, f.eks. et digitalur eller en lommeregner – den skal blot forbindes til nogle få eksterne komponenter, f.eks. et batteri, et display, nogle kontakter ("trykknapper") m.v. for at få et fungerende apparat.
For alle integrerede kredsløb gælder, at mens den enkelte kreds er billig at fremstille, er det temmelig dyrt at forberede produktionen af en ny slags kredsløb. En halvlederfabrikant må derfor have en vis sikkerhed for at kunne sælge tilstrækkelig mange kredse til at kunne tjene disse kostbare forberedelser hjem, så derfor fremstiller man enten "generelle" kredsløb der kan bruges til et væld af forskellige formål, eller en ASIC til f.eks. en lommeregner eller et andet apparat der kan sælges i stort tal over det meste af verden.
Opbygningen af en ASIC er ofte beskrevet med VHDL.